# Vuze
Azureus ou "Vuze" (em setembro foi reapelidado junto a sua nova versão) é um programa de computador aberto feito em Java que permite o download de arquivos através do protocolo BitTorrent. Possui versões para cópia nos sistemas operacionais Windows, Mac OS X, GNU/Linux e Unix.
Além de ser um dos clientes BitTorrent mais populares, consta frequentemente na lista dos projetos mais populares na comunidade opensource SourceForge.net.

## Melhorias no Vuze
- v4.4.0.6 (9/06/2010)
  - Alterações:
- Melhoria no log.
  - Bugs corrigidos:
- Bug que causava erro no campo de pesquisa.